# Chen Bo'er
Chen Bo'er (xinès tradicional: 陳波兒, xinès simplificat: 陈波儿, pinyin: Chén Bō'ér; Anbu, Chaozhou, Guangdong, 15 de juliol del 1907 - Xangai, 10 de novembre de 1951) va ser una actriu, directora de cinema, guionista, novel·lista, animadora, educadora i revolucionària xinesa, que va impulsar l'establiment de la primera escola nacional de cinema a la República Popular de la Xina. Durant la seua vida va aparèixer almenys en quatre pel·lícules i va tenir un paper protagonista a la primera pel·lícula sonora del país, Taoli Jie. Va ser una estrella de cinema i una pionera del feminisme socialista.
El seu nom de naixement era Chen Shunhua (xinès simplificat: 陈舜华, pinyin: Chén Shùnhuá) i va nàixer com a filla de la primera concubina en una família de mercaders acomodats. De jove va tallar-se la cua del cabell, emulant a les soldats de la revolució del 1911. Estudià a Nanjing i Xangai, i va graduar-se a la Universitat d'Art de Xangai, controlada per l'esquerra i on formaria part del primer grup d'actors vinculats al Partit Comunista. Políticament va estar influenciada per Mei Gongyi i Ren Bonsheng, ambdós cadets d'esquerres a l'Acadèmia Militar de Huangpu fins al trencament entre els comunistes i el Guomindang del 1927. El 1931 es casa amb el company de classe Ren Bosheng i es muden a Hong Kong, fugint de la repressió dels nacionalistes contra els esquerrans. Chen va tornar a Xangai el 1934, en principi per a ensenyar anglès, si bé al poc de temps passaria a treballar per al Shanghai Daily i comença a articular les seues posicions feministes. El 1934, esdevé una estrella de cinema en aparéixer a la pel·lícula Taoli Jie. També va aparèixer en unes quantes produccions de caràcter anti-japonés, incloent una dramatització de la Defensa del Magatzem de Sihang i l'Incident del Pont de Marco Polo, ambdues del 1937.
El seu marit, Ren Bosheng, treballava per a l'aparell en l'ombra del Partit Comunista Xinès. De caràcter fort, el 1935 va matar un dels seus fills, d'un any, en colpejar-lo. El fet va distanciar a la parella. L'agost de 1937, Chen és acceptada oficialment com a membre del Partit Comunista Xinès. El 1940 va viatjar amb el seu fill de huit anys a Yan'an, on va dirigir pel·lícules amb forts personatges femenins que promogueren els principis Maoistes i serviren per a reclutar dones al partit. També va actuar per als soldats i coordinà una pel·lícula sobre la defensa de Yan'an.
El 1947, Zhou Enlai envia a Chen a treballar en l'establiment de la Dongbei Dianying Zhipianchang, on treballaria com a directora d'art. Allà escriuria guions i produiria 17 episodis de la sèrie documental Nordest democràtic. Com a part d'aquell newsreel, dirigiria la pel·lícula Huangdi Meng, un migmetratge d'animació amb titelles que representava al dirigent del Guomindang, Chiang Kai-shek, com un titella de l'imperialisme americà. Chen va vore futur en el mitjà i va impulsar la creació d'un departament d'animació en l'estudi, amb Te Wei al càrrec. També treballaria en la fase inicial de la pel·lícula Zhonghua Nü'er. El 1946 s'assabenta que el seu marit s'ha tornar a casar, i un any després ho fa ella amb Yuan Muzhi. El 1949 és destinada a Beijing, on treballaria en el predecessor de l'Acadèmia de Cinema de Beijing, i seria la directora d'art del Central Film Bureau.